# Dolichoderus laotius
Dolichoderus laotius é uma espécie de formiga do gênero Dolichoderus.